# 乌尔河畔罗特
乌尔河畔罗特是德国莱茵兰-普法尔茨州的一个市镇。总面积1.89平方公里，总人口186人，其中男性92人，女性94人（2011年12月31日），人口密度98人/平方公里。